# Àhmad al-Mansur
Àhmad al-Mansur (àrab: أحمد المنصور, Aḥmad al-Manṣūr) o al-Mansur adh-Dhahabí (àrab: المنصور الذهبي, al-Manṣūr aḏ-Ḏahabī) (Fes, 1549 - 20 d'agost del 1603) fou el sisè sobirà de la dinastia sadita. Era fill del sultà Mahàmmad (I) aix-Xaykh. El seu pare va morir quan tenia 8 anys.

## Biografia
Després de l'assassinat del seu pare, Mahàmmad aix-Xaykh el 1557 i la següent lluita pel poder entre el mawlāy Abd-Al·lah al-Ghàlib i el seu oncle Abd al-Malik, Ahmad Abd al-Malik estava a Sigilmasa junt amb el seu germà gran Abd-al-Màlik al-Ghazi i en considerar en perill la seva vida van fugir cap Tlemcen, a la Regència d'Alger on se'ls va reunir poc després un tercer germà, Abd al-Mumen. Abd-al-Màlik va pujar al tron el 1576 i va designar Àhmad com a hereu.
Abu Abdallah Mohammed II Saadi, el legítim hereu del tron de la Dinastia sadita, va ser deposat pel seu oncle Abu Marwan Abd al-Malik I Saadi el 1576, amb el suport de l'Imperi Otomà, però va recuperar el poder el 1577 per tornar-lo a perdre el 1578, i es van enfrontar a la batalla de Kasr al-Kabir el 4 d'agost de 1578 contra els portuguesos en la qual va morir el rei Sebastià de Portugal i els dos pretendents sadites. El mateix dia Àhmad fou proclamat sultà i va agafar el laqab d'Al-Mansur ("el Victoriós") i fou jurat al tornar a Fes el 15 d'agost de 1578. Les tropes van demanar el regal habitual a la pujada d'un sultà al tron, però el sultà va reclamar la seva part del botí (1/5) de la batalla (que els soldats s'havien quedar sencer), i finalment es van posar d'acord que cada part renunciava a la seva petició.
El juliol del 1679 es va posar greument malalt, però es va recuperar. Llavors el seu fill al-Mamun ibn Ahmad fou designat hereu i governador de Fes, sent jurat el 24 de setembre de 1579 en una cerimònia a Marràqueix a la que el príncep no va assistir per les seves ocupacions a Fes. Ahmed el va cridar el 1581 a la seva presència per formalitzar la cerimònia i el va esperar a Tensif, on va acampar a mitjan març de 1581; al-Mamun es va presentar l'1 de juliol de 1581 celebrant-se una cerimònia memorable de jurament amb una gran parada militar (3 de juliol).
Oficialment la mala acollida a l'ambaixada otomana i probablement el desig d'expansió, van portar a la Porta a planejar una expedició contra el Marroc. Ahmad al-Mansur se'n va assabentar i va fortificar Taza, Marràqueix i Fes, i va instaurar reformes a l'administració i l'exèrcit per acostar-lo a l'otomà. Va enviar una ambaixada en 1581 al sultà Murat III, dirigida pel seu secretari Abu l-Abbas Ahmed ibn Ali al-Huzali, amb valuosos regals que va aconseguir calmar al sultà. L'ambaixada va retornar poc després de la cerimònia abans indicada.
Poc després d'aquesta cerimònia de Marràqueix del 1581 es va revoltar Abu Sulayman Daud ibn Abd al-Mumin fill d'Abd al-Mumin ibn Muhammad, germà d'Ahmad al-Mansur, i es va declarar sobirà a les muntanyes de Seksaoua on s'havia fet fort, obtenint el suport de diverses tribus amazigues, cada vegada més. Ahmad va enviar a la zona al caid Abu Muhammad Abd Al·lah ibn Ibrahim ibn al-Kasim ibn Beddja que el va expulsar de les muntanyes Seksaoua; es va refugiar a la muntanya Houzala, i amb el suport dels habitants local va poder fer incursions contra el Draa; Ahmad va enviar altre cop a Abu Muhammad Abd Allah ibn Ibrahim ibn al-Kasim que va ocupar Houzala i Daud va haver de fugir al desert vivint com a nòmada entre la tribu Oudaia on va restar fins a la seva mort el 1589/1590.

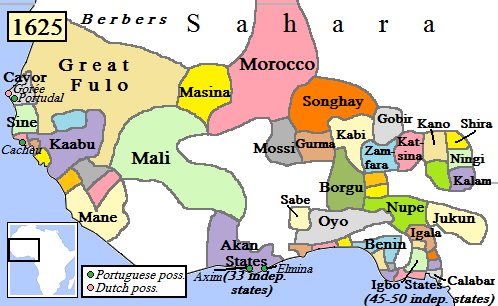
Situació geopolítica de l'oest d'Àfrica després de la invasió marroquina

Amb els diners obtinguts del rescat dels presoners a la batalla de Wadi l-Makhazin va constituir una guàrdia pretoriana organitzada a la turca i dirigida per oficials moriscs. La segona meitat del 1581 els va dirigir contra els oasis de Tuat o Tuwat (Touat) i Tigurarin, territoris que eren independents de fet i no obeïen al sultà ni a cap altre poder. L'expedició fou dirigida per Ahmad ibn Barka i Ahmad ibn Haddad al-Ghamri al-Maaqili que van sortir de Marràqueix; l'objectiu estava a 70 dies de marxa. Arribats van demanar la submissió però al negar-se van atacar l'exèrcit enemic que fou derrotat en una sola batalla. La victòria va causar gran joia a al-Mansur que ara podria conquerir la regió del Sudan, veí d'aquests territoris com li aconsellava el seu estat major. Aquest havia de ser el fet més rellevant del seu regnat, que li va valer el lakab d'al-Dhahabi (l'àuric).
Com que a l'edat del jurament de l'hereu al-Mamun (1579 i 1581) els germans petits d'aquest encara no havien arribat a la pubertat, el sultà va fer repetir el jurament el 2 de novembre de 1584 en presència de tots els germans excepte Zaydan ibn Ahmad, al que el pare va ordenar no ser-hi. Llavors va donar governs als seus fills grans: Abu Faris el Sus; Abu l-Hasan Ali va rebre Meknès; i Zaydan el govern de Tadela; un temps després els llocs d'Abu l-Hasan i Zaydan foren permutats, combinació que va restar definitiva.
El 1585 es va revoltar a les muntanyes del Rif un home amb fama de pietós anomenat al-Hadjdj Karakush, amb suport dels ghumares i els hibths, i va agafar el títol d'amir al-Munimin. Fou derrotat i mort i el seu cap portat a Marràqueix.
Com s'ha vist, les revoltes foren sufocades amb rapidesa i en general el seu regnat fou pacífic. Negociacions amb Felip II de Castella i Aragó no van donar resultat i el sultà va encoratjar el contraban, i potser la pirateria; uns anglesos van arribar a fundar (1585) una "Barbary Company" per monopolitzar el comerç exterior. El sultà s'acostà a Anglaterra després de la derrota espanyola de l'esquadra invencible (1588). Ahmad vivia a Marràqueix, i va voler construir un palau. La construcció va durant prop de vint anys (es va iniciar el desembre de 1578) i finalment es va acabar (1594) i va rebre el nom d'al-Kasr al-badi.
L'octubre de 1588 un cos de musulmans manat per Ahmad al-Naqis va derrotar els portuguesos a Ceuta i es diu que van estar a punt d'ocupar la ciutat. El 12 de setembre de 1589 els portuguesos van evacuar Asila.
El sultà va escriure al sobirà de l'Imperi Songhai, demanant una contribució en or per finançar els exèrcits de l'islam, fer-los vassalls del regne i obtenir el control sobre el comerç de sal, el tresor Songhai i aprofitar el flux del comerç d'esclaus per als cultius de canya de sucre. L'Askia Ishaq II s'hi va oposar. L'expedició al Sudan va sortir de Marràqueix el 16 d'octubre de 1590 a les ordes del general Djawdhar Pasha, i va arribar al riu Níger tres mesos després al començament de 1591; el askya de Gao (els marroquins l'anomenaven Kaghou) va presentar batalla prop de la seva capital però al no disposar d'armes de foc, fou fàcilment derrotat en la batalla de Tondibi i va haver de demanar la pau. Els marroquins van entrar a Tombuctú i els principals fakihs de Tombuctú (entre els quals l'escriptor Abu l-Abbas Ahmad ibn Ahmad Baba) foren deportats a Marràqueix. 'askya es va retirar a Gao on Djawdhar el va perseguir i el rei enemic va oferir la submissió i un important tribut; Djawdhar va demanar instruccions al sultà. El setge i la resposta s'allargava i el clima era dolent, i el general es va retirar cap a Tombuctú. Aquesta retirada fou coneguda per Ahmad al-Mansur que va destituir a Djawdhar i va nomenar al seu lloc un altre general, Mahmud Zarkun, que va tornar a Gao que Ishaq ja havia evacuat cap a Koukia. Cap allí el va perseguir Mahmud Zarkun i no va parar fins que l'askya va morir; llavors tots els prínceps es van sotmetre a l'autoritat del sultà.
Des de la conquesta l'or va començar a fluir cap al Marroc cada vegada en més quantitat, i també altres articles. Marroc va esdevenir un regne ric on es fabricaven milers de peces d'or pels pagaments i es confeccionaven també joies i objectes.
La tribu Khult que després de patir un càstig per afavorir els wattàsides havia estat perdonada pel seu bon comportament a la batalla de Wadi l-Makhazin i establerta a la regió d'Azghar on van començar a cometre excessos assolant els territoris veïns. A causa de les queixes el sultà els va imposar una contribució especial de 70.000 peces de plata que els va obligar a augmentar les ràtzies. Llavors va ordenar a una part anar a Tigurarin i van refusar, i va enviar contra ells a Musa ibn Abu Djumada al-Hamri que els va poder arrabassar els seus cavalls i els va derrotar con infants.
El 1595 es va revoltar el seu nebot an-Nàssir ibn al-Ghàlib bi-L·lah que estava exiliat a Melilla després d'haver fugit a Lisboa en morir el seu germà Mahàmmad al-Maslukh la batalla de Kasr al-Kabir. Al front dels partidaris que havia reunit, es va dirigir a Taza que va ocupar. Diverses tribus se li van unir. Els notables del sultanat estaven cansats d'Ahmad al-Mansur que els imposava una autoritat absoluta i exercia un poder ferri, i quasi tots volien el triomf del rebel. El sultà va enviar un exèrcit a Taza que fou derrotat augmentant el prestigi d'an-Nàssir. Ahmad al-Mansur va enviar llavors un segon exèrcit manat pel seu fill al-Mamun ibn Ahmad, governador de Fes, i aquesta vegada an-Nàssir fou derrotat i va fugir cap a Taza i després va abandonar aquesta ciutat. Es va refugiar a Ledjabia al Dejabl al-Zabib, on fou atrapat per al-Mamun, que li va lliurar un altre combat en el qual el rebel va morir (1596). El seu cap fou portat a Marràqueix.

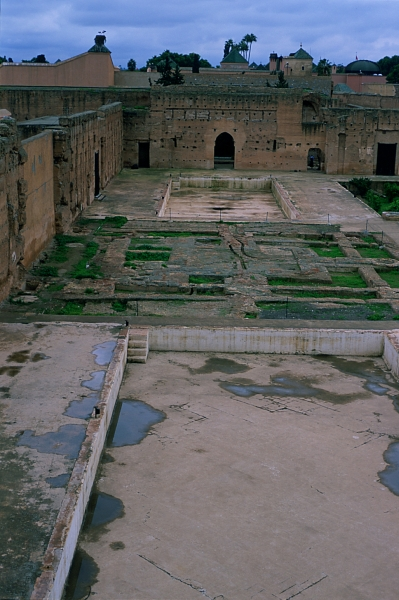
Restes del Palau El Badi, construït per Al-Mansur a Marràqueix el 1578.

Al-Mamun de fes dedicava als plaers (era homosexual i li agradava el beure) i va abandonar els seus deures religiosos, el que va molestar als notables (no al poble que o no ho sabia o ho dispensava); les queixes van arribar al seu pare que es va disposar a anar a Fes. Al-Mamun va posar en peu de guerra a les seves forces, uns 22.000 homes, i es va disposar a marxar a Tlemcen buscant la protecció dels otomans. Ahmad al-Mansur, assabentat, va demorar la sortida cap a Fes, li va enviar una carta afectuosa, i li va donar les províncies del Draa i Sigilmasa. Al-Mamun va acceptar les recomanacions paternes i va marxar cap a Sigilmasa, però a mig camí va retornar a Fes i als seus hàbits anteriors. Llavors el sultà li va enviar ulemes que amb amenaces de tota mena van aconseguir un comportament més adient i van informar al sultà que el fill s'havia reformat.
El 1598/1599 es va iniciar una greu epidèmia de colera que va delmar la població especialment a la capital. El desembre de 1600 una inundació va afectar Fes i es va repetir el febrer de 1601. Ahmad al-Mansur no creia que el seu fill s'hagués reformat i l'octubre de 1602 va sortir de Marràqueix (on va deixar al seu fill Abu Faris com a virrei) en direcció a Fes, bloquejant els camins que anaven de Marràqueix a Fes per impedir que se sabés la seva sortida. Al-Mamun fou sorprès i va fugir per refugiar-se a la zawiya d'Abu al-Shata a la comarca de Fishtala, prop del riu Ouergha. Sota amenaça del sultà fou entregat i empresonat a Meknès. El govern de Fes fou donat a Zaydan ibn Ahmad.
El sultà va morir no gaire temps després d'arribar, al seu campament de Fez (20 d'agost del 1603), a causa de la pesta que assolava el país i que va durar del 1598 al 1608 però que el 1603 estava al punt més alt. Zaydan va quedar amb el poder a Fes (agost) i fou reconegut successor pels notables locals (Zaydan era fill d'una dama de nom Shabania mentre que al-Mamun i Abu Faris eren fills d'una concubina de nom Khayzuran) però quan es va notificar a Marràqueix la proclamació, els notables d'aquesta ciutat no el van reconèixer i van proclamar a Abu Faris Abd Allah, que va agafar el nom de regne d'al-Wathik billah. Ahmad al-Mansur fou enterrat a un mausoleu a Marràqueix.
A la seva cort, de la que van formar part diversos escriptors, va destacar el secretari Abu Faris Abd al-Aziz al-Fishtali, que li va dedicar un panegíric. Entre els seus visirs: Abd al-Aziz ibn Said al-Mezuar, el llibert Mulud i al-Nasir ibn Ali ibn Shakra.